# Sistema de vigilancia de la superficie del aeropuerto
El Sistema de vigilancia de la superficie del aeropuerto (ASSC, por sus siglas en inglés) es una herramienta de seguridad en la pista que muestra aviones y vehículos terrestres en la superficie del aeropuerto, así como aviones en caminos de aproximación y salida a pocos kilómetros del aeropuerto. La herramienta permite a los controladores de tránsito aéreo y tripulación de vuelo en las cabinas equipadas con Vigilancia-Difusión Dependiente Automática (ADS-B) detectar posibles conflictos de la pista proporcionando una cobertura detallada del movimiento en las pistas y pistas de rodaje. Mediante la recolección y fusión de datos de una variedad de fuentes, ASSC es capaz de rastrear vehículos y aeronaves en las superficies de los aeropuertos y obtener información de identificación de los transpondedores ADS-B de la aeronave.
ASSC ofrece capacidades y pantallas similares a ASDE-X, ya que ambos sistemas proporcionan información de seguimiento en tiempo real de movimientos de tierra utilizando el mismo conjunto de instrumentos. El Aeropuerto Internacional de San Francisco fue el primer aeropuerto nacional en implementar ASSC en octubre de 2016, sin embargo meses después estuvo a punto de sufrir el mayor accidente de la historia por un avión que iba a aterrizar en la pista de rodaje donde había otros cuatro aviones en el incidente del vuelo 759 de AirCanada.

## Lista de aeropuertos
Nueve sitios han instalado o planean instalar ASSC a 2017, bajo un contrato de cinco años adjudicado a Saab Sensis Corporation a principios de 2012
1. Aeropuerto Internacional de San Francisco (SFO / San Francisco, CA)
2. Aeropuerto Internacional de Cleveland-Hopkins  (CLE / Cleveland, OH)
3. Aeropuerto Internacional de Kansas City (MCI / Kansas City, MO)
4. Aeropuerto Internacional de Cincinnati/Norte de Kentucky (CVG / Cincinnati, OH)
5. Aeropuerto Internacional de Portland (PDX / Portland, OR)
6. Aeropuerto_Internacional Louis Armstrong (MSY / Nueva Orleans, LA)
7. Aeropuerto_Internacional de Pittsburgh (PIT / Pittsburgh, PA)
8. Andrews Field (ADW / Camp Springs, MD)
9. Aeropuerto_Internacional Ted Stevens Anchorage (ANC / Anchorage, AK)